# Chambry (Aisne)
Chambry és un municipi francès situat al departament de l'Aisne i a la regió dels Alts de França. L'any 2007 tenia 767 habitants.

## Demografia

### Població
El 2007 la població de fet de Chambry era de 767 persones. Hi havia 298 famílies de les quals 51 eren unipersonals (16 homes vivint sols i 35 dones vivint soles), 114 parelles sense fills, 106 parelles amb fills i 27 famílies monoparentals amb fills.
La població ha evolucionat segons el següent gràfic:
Habitants censats

### Habitatges
El 2007 hi havia 310 habitatges, 300 eren l'habitatge principal de la família i 10 estaven desocupats. 303 eren cases i 7 eren apartaments. Dels 300 habitatges principals, 246 estaven ocupats pels seus propietaris, 41 estaven llogats i ocupats pels llogaters i 13 estaven cedits a títol gratuït; 5 tenien dues cambres, 32 en tenien tres, 95 en tenien quatre i 168 en tenien cinc o més. 236 habitatges disposaven pel capbaix d'una plaça de pàrquing. A 147 habitatges hi havia un automòbil i a 126 n'hi havia dos o més.

### Piràmide de població
La piràmide de població per edats i sexe el 2009 era:
| Homes | Edats   | Dones |
| ----- | ------- | ----- |
| 0     | 95 o +  | 0     |
| 0     | 90 a 94 | 0     |
| 4     | 85 a 89 | 0     |
| 4     | 80 a 84 | 4     |
| 16    | 75 a 79 | 20    |
| 0     | 70 a 74 | 8     |
| 24    | 65 a 69 | 24    |
| 16    | 60 a 64 | 28    |
| 44    | 55 a 59 | 36    |
| 20    | 50 a 54 | 40    |
| 16    | 45 a 49 | 16    |
| 24    | 40 a 44 | 28    |
| 40    | 35 a 39 | 16    |
| 20    | 30 a 34 | 32    |
| 28    | 25 a 29 | 28    |
| 20    | 20 a 24 | 4     |
| 20    | 15 a 19 | 12    |
| 44    | 10 a 14 | 16    |
| 28    | 5 a 9   | 16    |
| 8     | 0 a 4   | 32    |

## Economia
El 2007 la població en edat de treballar era de 520 persones, 350 eren actives i 170 eren inactives. De les 350 persones actives 317 estaven ocupades (162 homes i 155 dones) i 33 estaven aturades (13 homes i 20 dones). De les 170 persones inactives 74 estaven jubilades, 55 estaven estudiant i 41 estaven classificades com a «altres inactius».

### Ingressos
El 2009 a Chambry hi havia 300 unitats fiscals que integraven 737,5 persones, la mediana anual d'ingressos fiscals per persona era de 19.907 €.

### Activitats econòmiques
Dels 81 establiments que hi havia el 2007, 2 eren d'empreses alimentàries, 2 d'empreses de fabricació d'altres productes industrials, 3 d'empreses de construcció, 43 d'empreses de comerç i reparació d'automòbils, 2 d'empreses de transport, 5 d'empreses d'hostatgeria i restauració, 5 d'empreses financeres, 3 d'empreses immobiliàries, 11 d'empreses de serveis, 2 d'entitats de l'administració pública i 3 d'empreses classificades com a «altres activitats de serveis».
Dels 14 establiments de servei als particulars que hi havia el 2009, 4 eren tallers de reparació d'automòbils i de material agrícola, 2 paletes, 1 fusteria, 1 perruqueria, 1 agència de treball temporal, 4 restaurants i 1 tintoreria.
Dels 21 establiments comercials que hi havia el 2009, 1 era, 1 un supermercat, 1 una botiga de menys de 120 m², 1 una carnisseria, 6 botigues de roba, 3 botigues d'equipament de la llar, 2 sabateries, 1 una sabateria, 1 una botiga d'electrodomèstics, 2 botigues de material esportiu, 1 una perfumeria i 1 una joieria.
L'any 2000 a Chambry hi havia 5 explotacions agrícoles que ocupaven un total de 750 hectàrees.

## Equipaments sanitaris i escolars
El 2009 hi havia una escola elemental integrada dins d'un grup escolar amb les comunes properes formant una escola dispersa.

## Poblacions més properes
El següent diagrama mostra les poblacions més properes.